# Maricica Puică
Maricica Puică (Iaşi, 29 de julho de 1950) é uma antiga atleta romena especialista em corridas de meio-fundo, que ganhou a medalha de ouro nos 3000 metros dos Jogos Olímpicos de 1984, em Los Angeles. Foi também, por duas vezes, campeã mundial de Corta-Mato.

## Carreira
Após os primeiros de carreira sénior com pouco sucesso a nível nacional e internacional, Puica teve o seu primeiro grande resultado em 1978, nos Campeonatos Europeus de Praga, onde se classificou em qurto lugar na final de 3000 metros, para além do 11º lugar conseguido na final de 1500 metros. Entretanto, em 1976, já havia participado nas Olimpíadas de Montreal, onde não passou das eliminatórias de 1500 metros. Ainda em 1978, alcança o terceiro lugar nos Campeonatos Mundiais de Corta-Mato que decorreram em Glasgow e recebe a medalha de ouro na classificação por equipes.
Nos Jogos Olímpicos de 1980, disputados em Moscou, Puică conseguiu ser repescada para a final, acompanhada pelas suas compatriotas Ileana Silai e Natalia Mărăşescu. Contudo, elas ocuparam as três últimas posições, sendo Puică a melhor delas, ficando em sétimo lugar com o tempo de 4:01.3 m.
No início de 1982, participa pela primeira vez nos Campeonatos da Europa em Pista Coberta, levando uma medalha de prata nos 3000 metros, atrás da italiana Agnese Possamai. Algumas semanas mais tarde, em Roma, sagra-se pela primeira vez Campeã Mundial de Corta-Mato. Ainda em 1982, volta a participar nas suas duas provas preferidas nos Campeonatos Europeus de Atenas, alcançando o segundo lugar nos 3000 metros atrás da soviética Svetlana Ulmasova. Nos 1500 metros consegue apenas o quarto lugar, ficando a escassos três décimos de segundo do pódio.
Em 1984 obtém o seu segundo triunfo nos Campeonatos Mundiais de Corta-Mato. No verão desse ano, tem o momento mais alto da sua carreira ao conseguir duas medalhas nos Jogos Olímpicos de Los Angeles. A grande oportunidade surgiu devido ao boicote dos países do Bloco de Leste, a que a Roménia não aderiu. Puică agarrou a oportunidade e venceu os 3000 metros com a marca de 8:35.96 m. Entretanto, faz as eliminatórias dos 1500 metros e aparece na final disposta a discutir uma nova vitória, o que só não acontece devido a um final mais rápido da italiana Gabriella Dorio e da sua compatriota Doina Melinte.
Durante os três anos seguintes permanece no grupo das melhores meio-fundistas mundiais, obtendo ainda vários êxitos. Durante a sua carreira, bateu vários recordes da Roménia e foi campeã nacional de 1500 metros em 1982, campeã de 3000 metros em 1977, 1980, 1981, 1982, 1983 e 1984 e campeã de 10000 metros em 1987. Bateu por duas vezes o recorde mundial dos 2000 metros e por uma vez o recorde mundial da milha feminina.